# Variable locale
En programmation informatique, une variable locale est une variable qui ne peut être utilisée que dans la fonction ou le bloc où elle est définie.
La variable locale s'oppose à la variable globale qui peut être utilisée dans tout le programme.
Selon le langage utilisé, une variable locale à une fonction sera accessible ou non aux fonctions que celle-ci appelle (notion de portée d'une variable ; voir aussi la notion de « fief » en Algol 68).

## Types de variables dites locales
Il existe deux types de variables dites locales :
- une variable à déclaration locale qui est accessible à un ensemble de programmes, mais pas aux autres programmes, même si elle continue à exister ; on les trouve dans des langages à imbrications déclaratives de fonctions comme Algol et PL/I ;

- une variable locale proprement dite qui est déclarée à l'intérieur d'une fonction ; elle est alors allouée sur la pile d'exécution.

## Exemple enC++
```
void
 
swap
(
auto
&
 
a
,
 
auto
&
 
b
)
 
// échange les valeurs de a et b

{

    
auto
 
tmp
 
=
 
a
;
  
// variable locale tmp

    
a
 
=
 
b
;

    
b
 
=
 
tmp
;

}

```